# Spionida
Spionida é uma ordem de animais anelídeos poliquetas. São geralmente marinhos e existem globalmente, havendo poucas espécies de água doce. Eles se caracterizam principalmente pelo par de palpos sulcados que sai de sua cabeça e é utilizado na alimentação. No entanto, palpos também ocorrem em outros grupos.. Normalmente, seus órgãos de excreção se encontram nos segmentos anteriores do tronco, enquanto os posteriores são férteis.

## Morfologia
São animais relativamente pequenos. Seus representantes podem atingir até 90 mm de comprimento e são finos, alguns tendo 1 mm de largura. O número de segmentos de seu corpo pode variar em torno de 30 a 200 segmentos.
Sendo do grupo dos anelídeos poliquetas, seu corpo possui três regiões principais: a cabeça, o tronco e o pigídio. A cabeça é formada por duas partes: o prostômio, que é a mais anterior, e o peristômio, a mais posterior, onde fica a boca. O tronco é formado por vários segmentos repetidos. E o pigídio é a extremidade posterior, onde fica o ânus.
Na cabeça, os prostômio e peristômio podem estar fundidos ou não. O prostômio pode apresentar formas variadas como arrendado, triangular e elipsoidal. Nele, pode haver ou não olhos e projeções. Os órgão nucais, quando presentes, ficam no prostômio e podem possuir formas variadas. O peristômio pode estar reduzido em alguns grupos, podendo apresentar projeções. Há um par de palpos sulcados, que pode se originar do prostômio ou do peristômio, com tamanho que pode variar desde bem curto, até mais longo do que o corpo do animal. Ambos, origem e tamanho, dependem do grupo tratado.
No tronco, os segmentos podem ser semelhantes entre si, de forma que não haja uma clara regionalização, como ocorre nos espionídeos. Mas eles também podem ser bem diferenciados entre si, havendo regionalização, como ocorre nos longosomatídeos, que possuem o tronco dividido em tórax, abdômen e região posterior.
Nos segmentos, pode haver estruturas chamadas parapódios, que podem estar reduzidos ou não. Esses parapódios são todos birremes, com exceção dos trocoquetídeos, que possuem os parapódios unirremes, em sua região mediana , além de alguns espionídeos. Os parapódios não possuem acículas, com exceção dos apistobranquídeos. Suas cerdas são todas simples e apresentam as mais diversas formas entre os grupos. Nos parapódios, também pode haver brânquias.
Normalmente, os órgãos de excreção se encontram anteriormente no tronco e os de liberação de gametas, posteriormente.
O pigídio pode apresentar cirros.

## Diversidade e hábitos
Spionida ocorre globalmente, tendo mais de mil espécies descritas, sendo a maioria pertencente à família Spionidae.
Grande parte do grupo é marinha bentônica, com poucos representantes de água doce. Ocorrem desde águas rasas, até profundidades de 10.000 metros. Muitos vivem em sedimentos macios ou lodosos, em tubos construídos pelos próprios animais.No Brasil, há registros das famílias Apistobranchidae, Longosomatidae, Poecilochaetidae e Spionidae.
São animais comedores de depósitos superficiais e suspensívoros. Nos espionídeos, foi observado o uso do par de palpos sulcados em ambas as modalidades de alimentação. Como as demais famílias também possuem palpos, acredita-se que boa parte delas também as utilize para se alimentar.

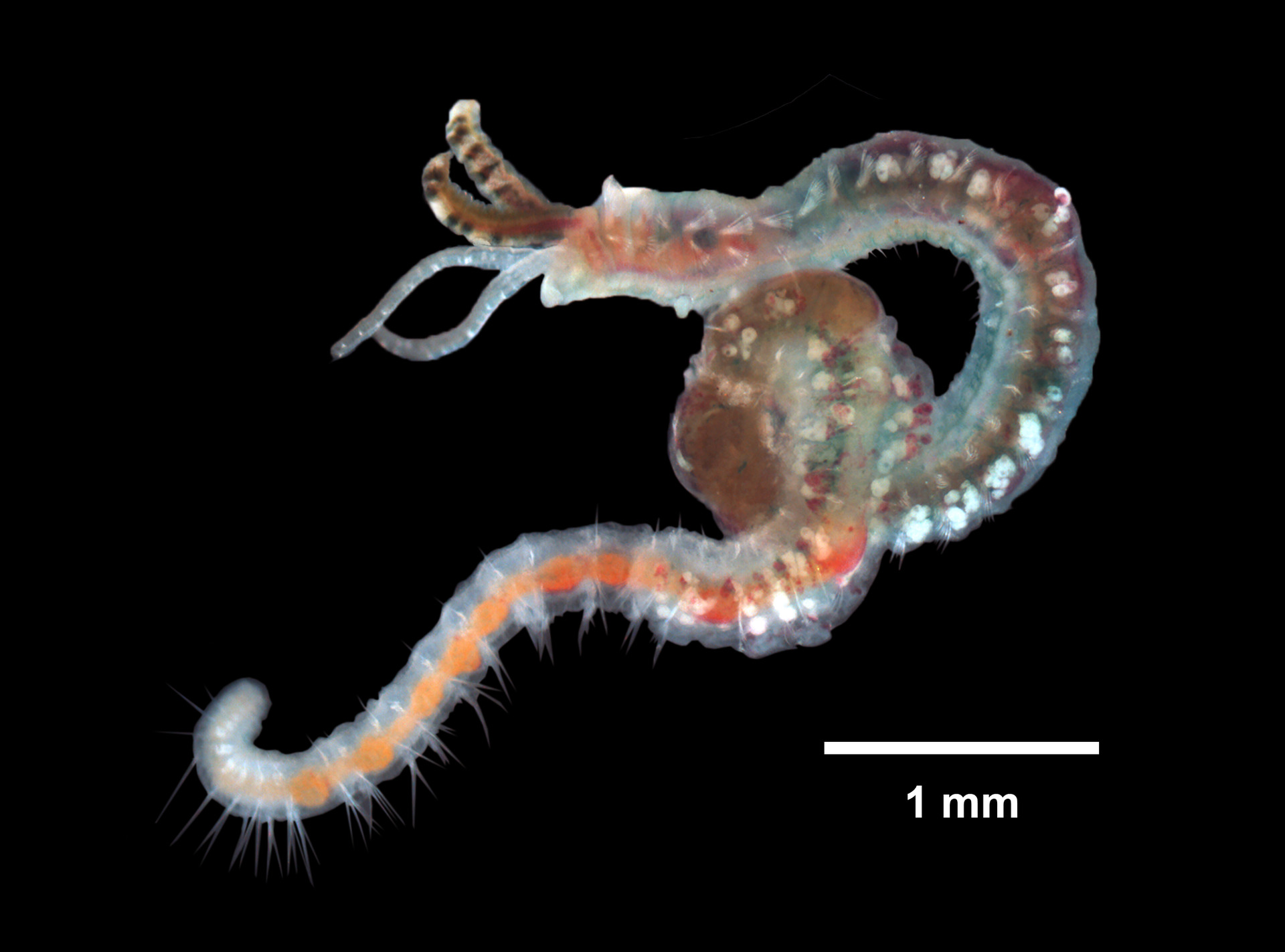
Streblospio benedicti preservado em formol 10% e álcool 70% (foto de Eric A. Lazo-Wasem).

A reprodução é melhor conhecida para os espionídeos. Para eles, a reprodução é majoritariamente sexuada gonocórica, ou seja, há machos e fêmeas, e o desenvolvimento pós-embrionário é indireto, apresentando um estágio larval. Também ocorrem formas de reprodução assexuada.
Pouco se sabe sobre a biologia reprodutiva dos demais grupos.
A maior parte dos grupos não possui registro fóssil conhecido, exceto os espionídeos.

## Taxonomia e Filogenia
A ordem Spionida possui atualmente apenas uma subordem, chamada Spioniformia, a qual abrange seis famílias: Apistobranchidae, Longosomatidae, Poecilochaetidae, Spionidae, Trochochaetidae e Uncispionidae.

#### História taxonômica
O nome Spionida foi primeiro usado para denominar um grupo de oito famílias de poliquetas, que incluíam: Apistobranchidae, Spionidae, Trochochaetidae, Longosomatidae, Poecilochaetidae, Chaetopteridae, Paraonidae e Sabellariidae. Antes disso, o nome Spiomorpha já era usado comumente, em referência a animais da família Spionidae e outros grupos de poliquetas semelhantes a eles.
Mais tarde, Spionida foi reformulada. Paraonidae e Sabellariidae foram removidos e Magelonidae foi incluído no grupo. Além disso, Spionida foi dividida em três subgrupos: Spioniformia (com seis famílias), Chaetopteriformia (com Chaetopteridae) e Cirratuliformia (com Acrocirridae e Cirratulidae).
O grupo Cirratuliformia, inicialmente incluído na ordem Spionida, foi posteriormente colocado na ordem Terebellida. E a família Uncispionidae, que foi conhecida depois das demais, foi adicionada a Spionida.
Trabalhos recentes identificaram Magelonidae e Chaetopteridae como grupos basais de anelídeos, retirando-os de Spionida .

#### Filogenia
São consideradas sinapomorfias de Spionida a presença de um par de palpos sulcados na região da cabeça, órgão nucais formando projeções anteriores, órgãos excretores anteriores e gonodutos posteriores.
Um estudo realizado com sequências de alguns genes corroborou a tradicional monofilia do grupo, já indicada pelos estudos morfológicos. Entretanto, análises posteriores, com mais genes e sequências, indicaram Spionida como grupo parafilético, devido à adição de Uncispionidae. Algumas análises cladísticas colocam Poecilochaetidae, Trochochaetidae e Uncispionidae como subgrupos de Spionidae.
Com isso, tem-se que as hipóteses filogenéticas para o grupo não apresentam consenso.